# گابریلا سیلوا
گابریلا سیلوا (به انگلیسی: Gabriella Silva) (زادهٔ ۱۳ دسامبر ۱۹۸۸) شناگر اهل برزیل است.